# Richard Bach
Richard David Bach (n. 23 iunie 1936, Oak Park, Cook County, Illinois, SUA) este un scriitor american. Este cunoscut ca autor al romanelor:  Pescărușul Jonathan Livingston, Iluzii - Aventurile unui Mesia reticent și altele. Cărțile sale adoptă filozofia că limitele noastre  fizice și moartea sunt doar aparențe. 
Pretinde că este descendent direct al lui Johann Sebastian Bach. Îndrăgește avioanele de la vârsta de 17 ani.